# Glacier du Folly
Le glacier du Folly, anciennement glacier du Foillis, est un petit glacier de France situé en Haute-Savoie, dans le massif du Giffre, sur l'ubac des Avoudrues, en bordure de la réserve naturelle nationale de Sixt-Passy. Actuellement à l'état de reliquat, le glacier était plus étendu au point de quasiment atteindre dans les années 1950 le lac des Chambres situé quelques centaines de mètres en contrebas. Le glacier est voisin d'un autre petit glacier, le névé des Chambres dont il ne subsiste plus que la partie supérieure, le Grand Névé, situé sous la pointe de Bellegarde à l'est.